# Svorsk
Svorsk ou svorska (de svensk(a), suédois, et norsk(a), norvégien) est un mot décrivant un mélange de suédois et de norvégien.
Le terme est employé pour décrire la langue d'une personne (presque toujours suédoise ou norvégienne), qui mélange des mots de sa langue maternelle avec l'autre langue. Le phénomène est assez courant compte tenu des liens commerciaux entre les deux pays et de l'intercompréhension entre les deux langues. Celle-ci est à son tour due à leur origine commune et à leur développement parallèle à partir du vieux norrois. Le terme a son origine dans les années 1970.
Les emprunts et expressions suédoises qui sont intégrés au norvégien sont appelés svéismes (svesismer). Cette tendance a continué depuis la dissolution de l'union dano-norvégienne en 1814. Néanmoins, elle s'est sensiblement accélérée après la dissolution de l'union entre la Norvège et la Suède en 1905, et c'est actuellement une caractéristique permanente de la linguistique norvégienne. En fait, le linguiste norvégien Finn-Erik Vinje (en) caractérise cet afflux depuis la Seconde Guerre mondiale comme un raz-de-marée.